# ملعب ليل متروبول
ملعب ليل متروبول (بالفرنسية: Stadium Lille-Métropole)‏ هو ملعب كرة القدم يقع في مدينة فيلينوف داسك بفرنسا، بُنبي الملعب في عام 1975، وأفتتح في 1976، تبلغ السعة الأجمالية للمتفرجين حوالي 18,154 ألف متفرج.
كان الملعب سابقاً الملعب الرسمي لكل من نادي واسكال في الفترة ما بين 1997–2005، وكذلك لنادي ليل في الفترة ما بين 2004–2012.